# キルヒハイム (ウンターフランケン)
キルヒハイム (ドイツ語: Kirchheim) はドイツ連邦共和国バイエルン州ウンターフランケン地方のヴュルツブルク郡に属す町村（以下、本項では便宜上「町」と記述する）で、キルヒハイム行政共同体の本部所在地である。

## 地理
キルヒハイムは、ヴィッティヒバッハ川沿いに位置する。この町はバイエルン州とバーデン＝ヴュルテンベルク州との州境の町である。

### 自治体の構成
この町は、公式には7つの地区 (Ort) からなる。このうち小集落や孤立農場などを除く集落を以下に列記する。
- ガウビュッテルブルン
- キルヒハイム。

## 歴史
キルヒハイムの最初の文献上の記録は、742年のヴュルツブルク司教区の台帳に登場する。キルヒハイムは、ヴュルツブルク司教領の一部として1803年にまずバイエルン大公領として世俗化され、その後1805年にプレスブルクの和約に基づきトスカーナ大公フェルディナンド3世が創設したヴュルツブルク大公国に移されたが、1805年に最終的にバイエルン王国の所属となった。バイエルンの行政改革の時代、1818年の市町村令により、現在の自治体が成立した。

### 人口推移
- 1970年 2,196人
- 1987年 2,008人
- 2000年 2,295人

## 行政
2014年5月1日からビェルン・ユングバウアー(CSU/Freie Wähler Kirchh.-Gaub.) が首長を務めている。

## 経済と社会資本

### 交通

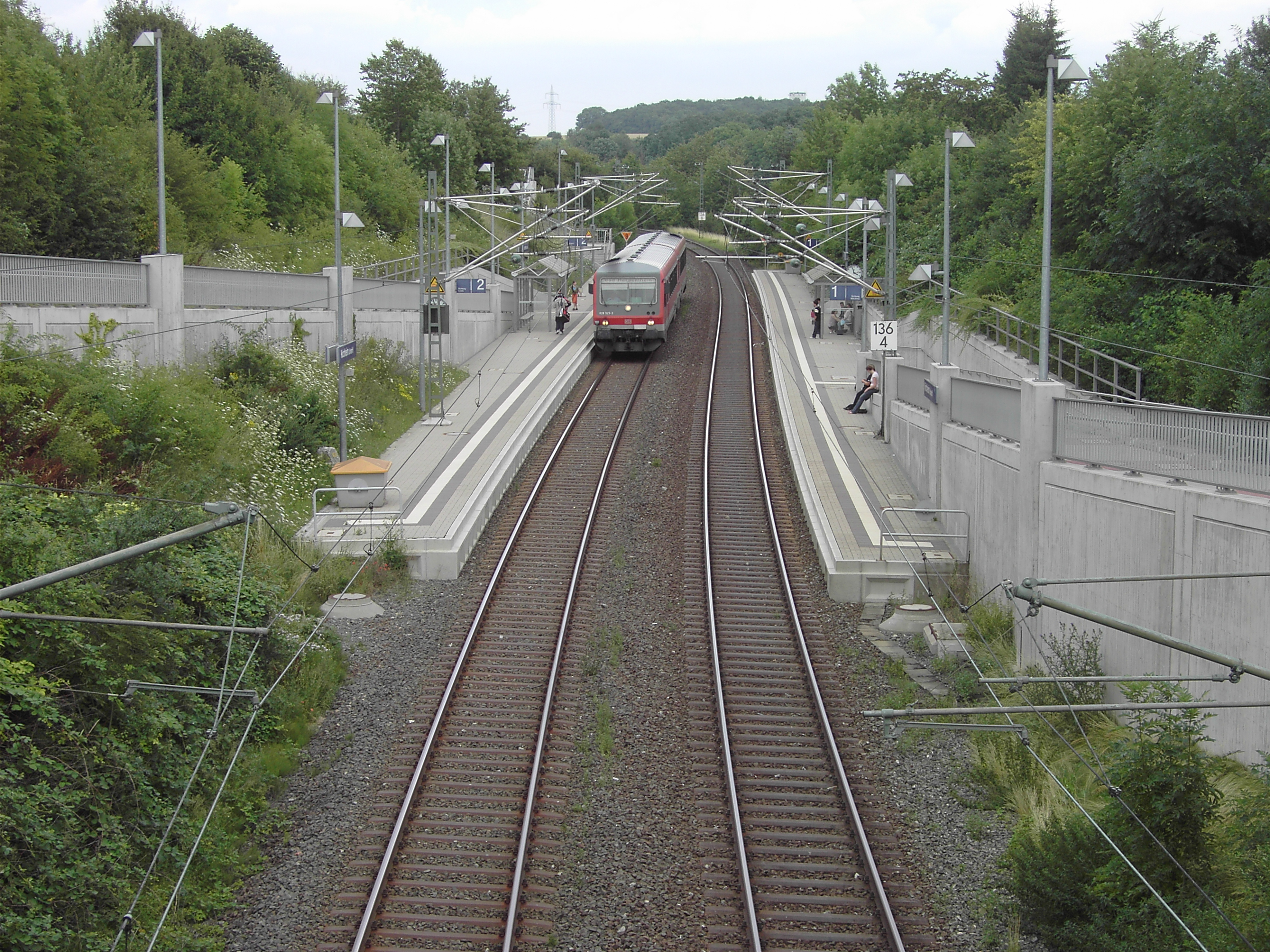
フランケン鉄道キルヒハイム駅

キルヒハイムは、キルヒハイムおよびガウビュッテルブルンにそれぞれフランケン鉄道 シュトゥットガルト - ヴュルツブルク線の駅がある。ラウダとヴュルツブルクの間にあたるこれらの駅には2時間ごとにヴェストフランケン鉄道のレギオナルバーンが発着する。

### 教育
- 国民学校 1校

## 人物

### ゆかりの人物
- シュテフェン・ホフマン（1980年 - ）サッカー選手。ユーゲント時代に1.FCキルヒハイムに所属した。

## 引用
1. ↑  https://www.statistikdaten.bayern.de/genesis/online?operation=result&code=12411-003r&leerzeilen=false&language=de Genesis-Online-Datenbank des Bayerischen Landesamtes für Statistik Tabelle 12411-003r Fortschreibung des Bevölkerungsstandes: Gemeinden, Stichtag (Einwohnerzahlen auf Grundlage des Zensus 2011)
2. ↑  Bayerische Landesbibliothek Online